# Geschiedenis van Azië
De geschiedenis van Azië is een bijzonder breed onderwerp dat opgesplitst is in verschillende delen. Hieronder volgen de delen.

## Geschiedenis van West-Azië
- Armenië
- Azerbeidzjan
- Bahrein
- Georgië
- Irak
- Iran
- Israël
- Jemen
- Jordanië
- Koeweit
- Libanon
- Oman
- Palestijnse Autoriteit
- Qatar
- Saoedi-Arabië
- Syrië
- Turkije
- Turkse Republiek Noord-Cyprus
- Verenigde Arabische Emiraten

## Geschiedenis van Zuid-Azië
- Afghanistan
- Bangladesh
- Bhutan
- India
- Malediven
- Nepal
- Pakistan
- Sri Lanka

## Geschiedenis van Zuidoost-Azië
- Brunei
- Cambodja
- Filipijnen
- Indonesië
- Laos
- Maleisië
- Myanmar
- Oost-Timor
- Singapore
- Thailand
- Vietnam

## Geschiedenis van Oost-Azië
- Bhutan
- China
- Japan
- Mongolië
- Noord-Korea
- Taiwan
- Tibet
- Xinjiang
- Zuid-Korea

## Geschiedenis van Centraal-Azië
- Afghanistan
- Kazachstan
- Kirgizië
- Oezbekistan
- Tadzjikistan
- Turkmenistan
- Xinjiang

## Geschiedenis van Noord-Azië
- Kazachstan
- Mongolië
- Siberië